# Ту-Майл-Вілледж
Ту-Майл-Вілледж (англ. Two Mile Village) — громада на півдні території Юкон, Канада, значну частину населення якої становлять представники корінних народів Північної Америки.